# Lars Ulrik Mortensen
Lars Ulrik Mortensen (né le 9 novembre 1955 à Esbjerg) est un chef d'orchestre et claveciniste danois.

## Biographie
Lars Ulrik Mortensen a étudié avec Karen Englund (clavecin) et Jesper Bøje Christensen (basse continue) à l'Académie royale de musique du Danemark à Copenhague puis avec Trevor Pinnock à Londres.
Il poursuit une carrière de soliste et de musicien de chambre en Europe, en Amérique du Nord et du Sud ainsi qu'au Japon. De 1988 à 1990, il est claveciniste au sein du London Baroque et, de 1990 à 1993, membre du Collegium Musicum 90 (en). Il se produit régulièrement avec la soprano Emma Kirkby, le violoniste John Holloway et le gambiste Jaap ter Linden. Il a enregistré pour Arkiv Produktion (concertos pour trois et quatre clavecins de Bach avec The English Concert), Harmonia Mundi, Kontrapunkt et Da capo. Son enregistrement des Variations Goldberg de Bach a remporté un Diapason d'or. Il est directeur artistique de l'ensemble baroque Concerto Copenhagen depuis 1999 et de l'Orchestre baroque de l'Union européenne depuis 2004. Il dirige également régulièrement l'opéra au Théâtre royal de Copenhague.
Il a été professeur de clavecin à la Hochschule für Musik und Theater à Munich de 1996 à 1999. 

## Distinctions
- 2007 : Léonie Sonning Music Award, une des plus hautes récompenses musicales du Danemark.